# Geraldine L. Richmond

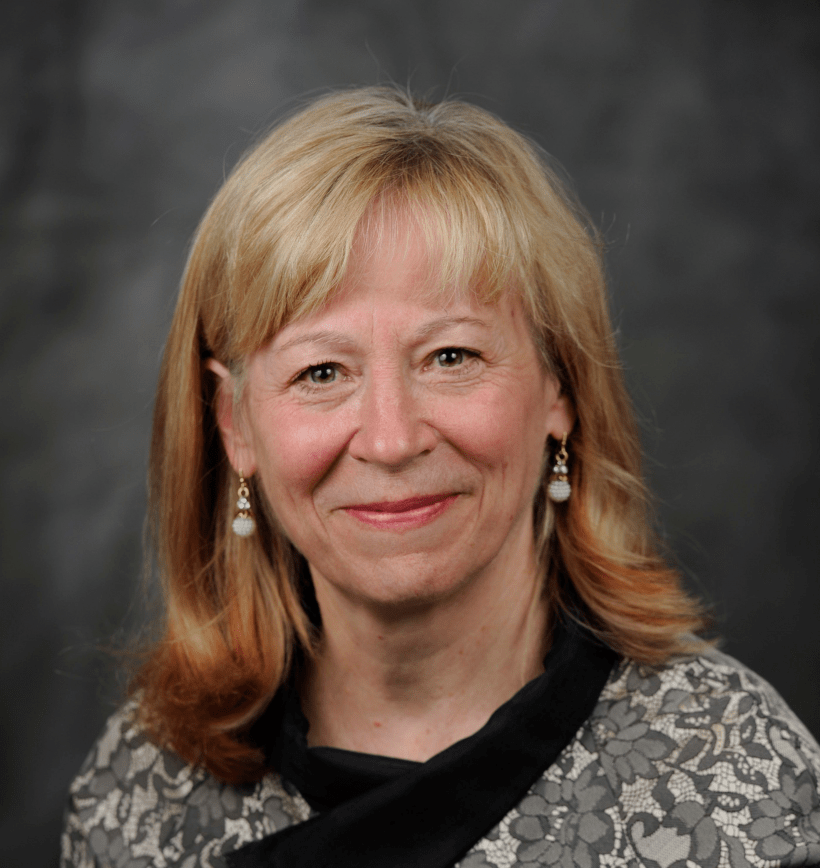
Geraldine L. Richmond (2022)

Geraldine Lee Richmond (* 17. Januar 1953) ist eine US-amerikanische Physikerin und Chemikerin.
Richmond erhielt den BS in Chemie 1975 an der Kansas State University und den PhD 1980 an der UC Berkeley in physikalischer Chemie. 1980 bis 1985 war sie Assistant Professor für Chemie am Bryn Mawr College. Seit 1985 ist Richmond an der University of Oregon, zunächst von 1985 bis 1991 als Associate Professor of Chemistry und seit 1991 als Professor. Bis 1995 war sie als Direktorin des Chemical Physics Institute tätig und von 1998 bis 2001 als Knight Professor of Liberal Arts and Sciences. Seit 2011 ist sie Richard M. and Patricia H. Noyes Professor für Chemie an der University of Oregon.
Ihr Forschungsgebiet betrifft die chemischen und physikalischen Vorgänge, die bei komplexen Oberflächen und Grenzschichten auftreten.

## Auszeichnungen
- 1985: Sloan Research Fellow
- 1992: Fellow der American Physical Society
- 1996: ACS Garvan-Olin-Medaille
- 2004: Fellow der American Association for the Advancement of Science
- 2006: Fellow der American Academy of Arts and Sciences
- 2011: Fellow der American Chemical Society
- 2011: Fellow der National Academy of Sciences
- 2013: Davisson-Germer-Preis für elegante Aufklärung der molekularen Struktur und Organisation an Flüssig-Flüssig und Flüssig-Luft Grenzflächen mit Hilfe nichtlinearer optischer Spektroskopien[2]
- 2015: National Medal of Science
- 2016: Präsidentin der American Association for the Advancement of Science
- 2018: Priestley-Medaille
- 2018: Linus Pauling Award
- 2019: Dickson Prize in Science
- 2023: Othmer-Goldmedaille
- Presidential Appointee des National Science Board
- Fellow der Association for Women in Science
- Bomem-Michaelson Award
- Spiers Medal der UK Royal Society of Chemistry
- Joel Henry Hildebrand Award der American Chemical Society
- Presidential Award for Excellence in Science and Engineering Mentoring
- Charles L. Parsons Award der American Chemical Society